# Minoranza francoprovenzale in Puglia

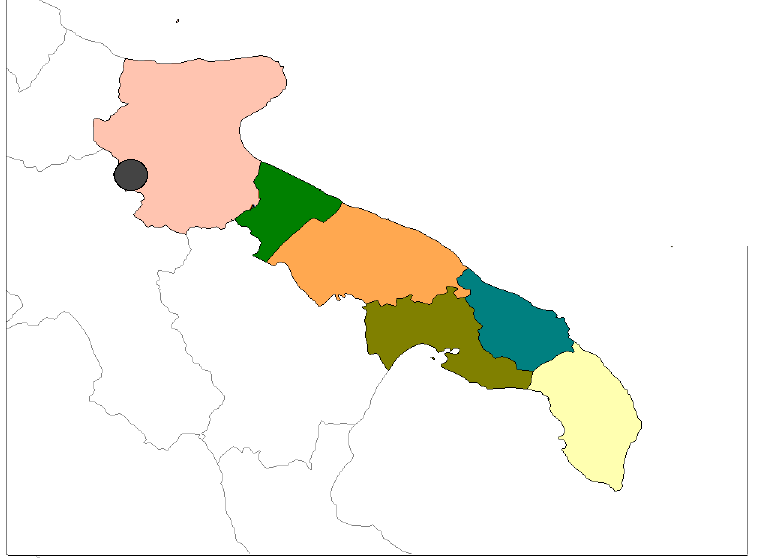
Puglia; in nero è indicata la posizione di Celle San Vito e Faeto nell'ambito della provincia di Foggia

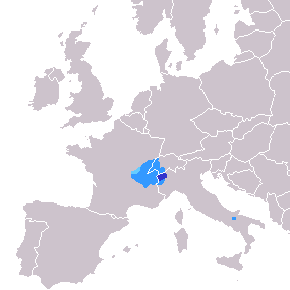
Aree di diffusione del francoprovenzale (o arpitano) in Europa

La minoranza francoprovenzale (o arpitana) in Puglia è una minoranza linguistica stanziata nei due piccoli comuni di Celle San Vito e Faeto (nel territorio appenninico della val Maggiore) e parlante rispettivamente i dialetti cellese e faetano della lingua francoprovenzale.

## Caratteristiche del contesto
Si tratta di due località dei Monti Dauni, le quali formano l'isola linguistica della Daunia arpitana ubicata in provincia di Foggia presso il confine regionale con le province di Benevento e Avellino. Tutt'attorno si parlano dunque dialetti italoromanzi di tipo meridionale intermedio, con la sola eccezione del borgo di Greci (il quale costituisce un'altra diversa isola linguistica, quella arbëreshë). Faeto e Celle di San Vito distano invece circa 800 km in linea d'aria dall'originario ambito linguistico francoprovenzale (o arpitano), localizzato a cavallo tra Francia, Italia e Svizzera.
La questione dell'origine di tale comunità non è mai stata completamente chiarita, sebbene sia certo che risalga al Medioevo. A partire dal 1440 i comuni di Celle e Faeto furono comunque aggregati alla baronia della Valmaggiore unitamente a Castelluccio e tale entità feudale sopravvisse fino alle soglie dell'Ottocento, ma non è dato sapere se in passato la lingua francoprovenzale fosse diffusa anche nel borgo di Castelluccio. Invece a Celle e Faeto l'uso del locale dialetto francoprovenzale è tuttora vivo e fin dal 1999 la minoranza linguistica francoprovenzale (unitamente ad altre presenti in Italia) è stata riconosciuta dallo Stato italiano. Rimarchevole è il fatto che negli anni ottanta esistevano ancora, seppure in numero esiguo e soprattutto tra la popolazione anziana, alcuni parlanti monolingui.
La sopravvivenza di tale comunità linguistica è tuttavia in grave pericolo sia per il regresso del francoprovenzale rispetto all'italiano (e, in minor misura, rispetto ai dialetti dauni parlati nei dintorni) sia per l'accentuatissimo calo della popolazione residente (agli inizi del XXI secolo risiedevano nei due comuni meno di 1 000 abitanti contro i quasi 5 000 dello stesso periodo del secolo precedente).

## Il dilemma delle origini

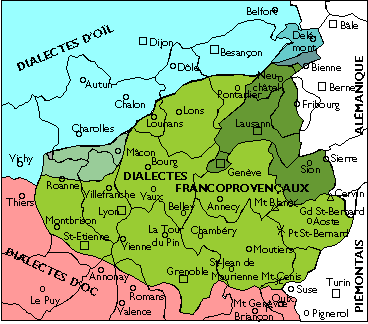
In verde, l'ambito originale dei dialetti francoprovenzali/arpitani: Francia, Svizzera, Valle d'Aosta, Piemonte

La minoranza si è formata tra la fine del Duecento e l'inizio del Quattrocento a causa dell'emigrazione di un gruppo di parlanti galloromanzi in conseguenza di eventi non ben chiariti. È comunque fuori discussione che cellesi e faetani si siano sempre autodefiniti provenzali (o, talora, provenzani) e non francoprovenzali, come si evince dalla loro pubblicazione periodica nonché da un documento ufficiale del 1566, ma ciò è dovuto semplicemente al fatto che il termine francoprovenzale è stato coniato solo a fine Ottocento sulla base degli studi del linguista Graziadio Isaia Ascoli.

### L'ipotesi angioina
Secondo diverse fonti storiche, l'origine della colonia sarebbe in correlazione con la dominazione di Carlo I d'Angiò sul regno di Sicilia quando vi fu, da parte degli Angioini, un notevole sforzo finanziario e umano
per consolidare il proprio dominio dopo che si era aperta la strada della loro supremazia sul Mezzogiorno a seguito della battaglia di Benevento del 1266 (la quale pose fine all'epoca di Federico II di Svevia e di suo figlio Manfredi). Infatti, con due editti di re Carlo I (8 luglio 1268 e 20 ottobre 1274), molti fedeli della corona angioina furono chiamati da varie zone della Francia a convergere verso la fortezza svevo-angioina di Lucera per rivitalizzare la regione e per fornire appoggio militare e logistico alla fortezza di Crepacore (presso Celle, lungo la via Francigena) per poi eventualmente rientrare in patria. In seguito, mentre buona parte delle truppe angioine effettivamente si ritirò, un nucleo sarebbe rimasto in Puglia.
Un'indagine fonologica degli anni settanta privilegia la diretta provenienza francoprovenzale, per la precisione da una zona che comprende gli arrondissement francesi di Ain ed Isère, a oriente del Rodano e a breve distanza dalla città di Lione. Rimarrebbe però oscura la motivazione che avrebbe spinto i soldati, detti i "castellani" di Lucera, a trasferirsi poi sui monti Dauni invece di rimpatriare.
Si è però anche sostenuto che gli Angioini di Lucera non dovrebbero essere i progenitori dei "provenzali" dauni in quanto i loro soprannomi indicherebbero che solo uno di essi era borgognone, mentre gli altri provenivano da tutt'altre contrade di Francia.

### L'ipotesi valdese
Radicalmente diversa è la vecchia tesi di Pierre Gilles che, nel XVI secolo, aveva parlato di uno stanziamento valdese in epoca però notevolmente più tarda (1400); l'autore attribuiva l'emigrazione a una storia di persecuzioni religiose, non specificava la provenienza esatta dei profughi ma era molto preciso nell'indicare l'ubicazione delle nuove colonie:
(Pierre Gilles)
Si noti che, stando a questo testo, Celle e Faeto non sarebbero che le due sole colonie superstiti di un gruppo più numeroso. 
Mancano documenti storici atti a supportare l'ipotesi di Gilles, che si ritiene basata essenzialmente sulla tradizione orale e che è stata ripetutamente contestata; si aggiunga inoltre che, a quell'epoca, Celle, Faeto e le altre località già esistevano, sebbene se ne  ignori la rilevanza. Notevole è soprattutto il fatto che i valdesi non facessero parte del gruppo linguistico francoprovenzale, bensì di quello provenzale, come evidenziato in tempi diversi dai linguisti Giuseppe Morosi e Gerhard Rohlfs. La tesi di Gilles avrebbe comunque il vantaggio di spiegare perché nella Daunia francoprovenzale il fonema latino /u/ viene di solito palatalizzato in /i/; se si ritienesse valida l'ipotesi di uno sviluppo graduale (u> ü> i), questa considerazione sarebbe in favore della tesi valdese. Infatti, nel Quattrocento almeno l'arrotondamento di u in ü era già stato compiuto nelle parlate provenzali dei valdesi, mentre questo passaggio, nel Duecento, non era ancora avvenuto nell'area francoprovenzale.
In ogni caso la presenza di comunità di religione valdese è attestata (nei secoli XIII-XV) in diverse località dell'Irpinia, ove vi furono fin dagli inizi dure persecuzioni: in un documento del 1269 si cita, ad esempio, l'imprigionamento di Margherita, moglie di Zogloss signore del castello della Ferrara.
A complicare ulteriormente la faccenda sono intervenuti altri studi secondo i quali non si dovrebbe escludere la possibilità che gli antenati dei cellesi e faetani provenissero dalle valli arpitane piemontesi.

## Evoluzione e sviluppi
Dato il numero esiguo di abitanti (insieme, i paesi contano un migliaio di abitanti), è notevole il fatto che la parlata francoprovenzale si sia potuta conservare per numerosi secoli; a ciò contribuirono diversi fattori:
- Il fatto che l'unità dello stato italiano sia un fenomeno relativamente recente; d'altro canto, questo non distingue necessariamente la comunità francoprovenzale da quelle di lingua greca, albanese, catalana, né spiega esaurientemente la mancata sostituzione della parlata originaria tramite i dialetti italiani meridionali.
- L'isolamento geografico, superato - parzialmente - solo in tempi recenti.
- La presenza di una coscienza linguistica: il fatto di appartenere ad un gruppo etnico diverso ha accompagnato la comunità durante alcuni secoli. Da ciò proviene anche la posizione di discreto prestigio del dialetto, che accomuna questa comunità più a quella valdostana che non alle comunità dialettali dell'italiano centro-meridionale.

Lo sviluppo linguistico della minoranza attraverso i secoli si può riassumere in quattro fasi:
- Situazione di monolinguismo. Dopo che la colonia si stabilisce in Daunia, il dialetto alto-meridionale è conosciuto dai pochi soggetti che per lavoro sono in contatto con la popolazione dei paesi circostanti.
- A partire dal 1870, con il consolidamento dell'Unità d'Italia, il dialetto alto-meridionale inizia ad essere capito sempre meglio dalla popolazione, e anche ad essere usato con una certa regolarità.  La costruzione della strada aumenta le possibilità di collegamenti in direzione di Foggia (in precedenza, il principale punto esterno di riferimento era la lontanissima Napoli).
- A partire dal 1930, l'italiano standard viene acquisito dai parlanti e la situazione viene definita in termini di crescente trilinguismo (lo studioso tedesco Dieter Kattenbusch parla di triglossia). La lingua standard inizia la sua infiltrazione negli anni venti, tramite l'avvento del fascismo e dei mezzi di comunicazione di massa, quali ad esempio la radio. Non è inoltre da trascurare il ruolo giocato, in un arco di tempo più ampio, dal servizio militare e delle due guerre mondiali.
- La prospettiva futura si introdurrebbe in una fase già iniziata da tempo: nel giro di decenni vivono solamente persone venute a contatto fin dalla tenera età con i dialetti italo-meridionali (parlati nei dintorni) e con l'italiano; infine, il franco-provenzale sarà da trovare solo sotto forma di substrato, data come scontata la sopravvivenza nei due comuni del dialetto alto-meridionale. Al giorno d'oggi, la fascia di popolazione più giovane considera i due dialetti sempre più come un'entità scomoda di cui liberarsi per il proprio lavoro (a differenza di quanto non accada al Nord).

È vero, da un lato, che sono stati aumentati gli sforzi atti a conservare il patrimonio culturale francoprovenzale dei due comuni. La coscienza del pericolo di estinzione e il riconoscimento statale negli anni novanta sono parte di tutto ciò. D'altro canto, il declino demografico dei due comuni pare davvero inarrestabile.
La situazione linguistica è strettamente legata alla situazione geografica ed economica dei due paesi: situate a un'altitudine di rispettivamente 700 e 800 metri, Celle e Faeto si trovano in posizione assai isolata. Sono vicine a una strada, costruita presumibilmente all'inizio del Novecento, che li collega tanto all'Irpinia quanto al Tavoliere (anche se Celle risulta più isolata rispetto a Faeto perché a parte dal collegamento stradale). L'attuale capoluogo provinciale, Foggia, pur distando soli 50 chilometri, è mal raggiungibile; in più, delle precipitazioni a carattere nevoso rendono molto accidentato il collegamento stradale in inverno. Le fonti di sussistenza dei due comuni sono l'agricoltura – in virtù delle abbondanti precipitazioni – e le rimesse dei lavoratori occupati altrove (a Lucera, a Foggia, oppure emigrati): infatti la popolazione residente durante l'intero anno è composta per tre quarti da anziani e adolescenti in età scolare e prescolare; anche l'assistenza statale costituisce un'importante fonte di reddito.

## Tre idiomi a Celle e Faeto
In epoca contemporanea si assiste di fatto a una forma particolare di trilinguismo (la già menzionata triglossia). I tre idiomi utilizzati dalla minoranza sono:
- il faetano-cellese nel ruolo di lingua materna degli abitanti;
- i dialetti dei Monti Dauni, di ceppo alto-meridionale, parlati nella gran parte dei comuni limitrofi;
- l'italiano.

La maggior parte dei parlanti francoprovenzali ha ancora una buona immagine del proprio dialetto francoprovenzale; quasi tutti sostengono che possa esser scritto, e molti di loro sono addirittura del parere che con il loro dialetto sia possibile la redazione di un testo complesso come una tesi di laurea. Effettivamente, il prestigio sociale del faetano-cellese è confermato dal fatto che può essere scritto secondo un'ortografia prefissata: esistono racconti e poesie in tale idioma.
L'uso del dialetto alto-meridionale è ugualmente attivo, ma è riservato agli ambiti di comunicazione con gli italofoni della provincia. Occorre anche precisare che il contatto con i dialetti circostanti ha comportato anche effetti cospicui sull'aspetto attuale del faetano-cellese; tra i fenomeni più tipici di interferenza con l'adstrato si citano la metafonia napoletana e il raddoppiamento fonosintattico L'uso del dialetto italoromanzo interessa ormai maggiormente la minoranza residente a Celle, che si distingue peraltro per una minore vitalità del francoprovenzale, che resta invece ancora piuttosto vitale presso la comunità di Faeto.
L'uso dell'italiano è riservato ai seguenti ambiti: con i forestieri, nelle attività didattiche e lavorative. La competenza dell'italiano è relativamente poco recente e non può ritenersi universale: è dato di fatto che l'italiano non viene padroneggiato pienamente dall'intera popolazione, né tanto meno parlato regolarmente da tutti. Ad ogni modo le tre entità linguistiche interagiscono in maniera sempre diversa a livello individuale, ed è chiaro che l'età gioca un ruolo di primo piano.

## Peculiarità linguistiche
Il dialetto locale mantiene anche in epoca contemporanea il suo evidente carattere francoprovenzale, ben distinguibile dal contesto nonostante il drammatico decremento della popolazione residente e i frequenti contatti con le parlate limitrofe (non solo pugliesi, ma anche irpine e arbëreshë, queste ultime limitate al confinante comune di Greci). Relativamente modeste (ma tutt'altro che trascurabili) sono invece le divergenze interne tra il vernacolo di Celle San Vito e quello di Faeto: ad esempio, al cellese nùsse si contrappone il faetano nus (in francese "nous", in italiano "noi"), al cellese uìtte corrisponde il faetano vítte (in francese "huit", in italiano "otto") e al cellese mu-ngiùnge si contrappone il faetano mu-núnghj (in francese "mon oncle", in italiano "mio zio").